# باجو (الفلبين)
باجو (بالإنجليزية: City of Bago)‏ هي مدينة في الفلبين، تتبع نيغروس أوتشيدنتال، بلغ عدد سكانها 170,981  نسمة في 2015، تبلغ مساحتها 401.20 كيلومتر مربع، رمزها البريدي هو 6101.

## الموقع
تشترك في الحدود مع:
- باكولود.

## أعلام
- مانسويتو فيلاسكو
- آرثر فيلانويفا
- روجين لادون
- رافاييل إم. سالاس
- خورخي بي. فارغاس